# Gonocerca oshoro
Gonocerca oshoro är en plattmaskart. Gonocerca oshoro ingår i släktet Gonocerca och familjen Hemiuridae. Inga underarter finns listade i Catalogue of Life.